# ماروین تیل
ماروین تیل (انگلیسی: Marvin Thiele؛ زادهٔ ۱ سپتامبر ۱۹۹۸) بازیکن فوتبال اهل آلمان است.
از باشگاه‌هایی که در آن بازی کرده‌است می‌توان به باشگاه فوتبال کمنیتس اشاره کرد.